# Let There Be Rock (Австралія)
Let There Be Rock — четвертий студійний альбом австралійського хард-рок гурту AC/DC, презентований 21 березня 1977  року в Австралії.

## Список композицій
Всі пісні написані Ангусом Янгом, Малколмом Янгом і Боном Скоттом

### Сторона А
| #  | Назва                               | Тривалість |
| -- | ----------------------------------- | ---------- |
| 1. | «Go Down» (тривалість 5:18 (вініл)) | 5:31       |
| 2. | «Dog Eat Dog»                       | 3:34       |
| 3. | «Let There Be Rock»                 | 6:06       |
| 4. | «Bad Boy Boogie»                    | 4:27       |

### Сторона Б
| #  | Назва                                                    | Тривалість |
| -- | -------------------------------------------------------- | ---------- |
| 1. | «Crabsody In Blue»                                       | 4:45       |
| 2. | «Overdose»                                               | 6:09       |
| 3. | «Hell Ain't a Bad Place to Be» (тривалість 4:21 (вініл)) | 4:14       |
| 4. | «Whole Lotta Rosie»                                      | 5:24       |

## Музиканти
- Бон Скотт — вокал
- Анґус Янґ — електрогітара
- Малколм Янґ — ритм-гітара, бек-вокал
- Марк Еванс — бас-гітара
- Філ Радд — барабани